# Richard Sedláček
Richard Sedláček (* 21. června 1999 Rumburk) je český profesionální fotbalista, který hraje na pozici středního záložníka za český klub FK Teplice. Je také bývalým českým mládežnickým reprezentantem.

## Klubová kariéra
Sedláček je odchovancem pražské Sparty, v mládežnických kategoriích často vedl tým jako kapitán.
V létě 2018 s pověstí velkého talentu zamířil do nizozemského Alkmaaru. V rezervním týmu debutoval v lize 5. října 2018, když v 73. minutě nahradil Tijjaniho Reijnderse při domácí remíze 2:2 proti Helmond Sportu. V listopadu 2020, už jakožto stabilní člen kádru Jong AZ, si Sedláček zlomil kotník a sezóna pro něj předčasně skončila. Ke konci podzimní části sezóny 2021/22 vedl několikrát rezervu AZ Alkmaar jako kapitán. Sedláček pravidelně nastupoval v druholigové rezervě Alkmaaru téměř tři sezóny, v A-týmu neodehrál ani minutu.
Dne 31. ledna 2022 přestoupil Sedláček do nizozemského druholigového klubu VVV-Venlo. Rychle se stal stabilním členem základní sestavy, v březnu si ale obnovil zranění kotníku a na hřiště se vrátil až na začátku srpna. V následující sezóně patřil k důležitým hráčům Venla, které v nizozemské Eerste Divisie skončilo na sedmé příčce. 5. ledna 2023 podepsal s klubem novou smlouvu do roku 2025. V sezóně 2023/24 pravidelně nastupoval v základní sestavě Venla, v srpnu 2024 ale po vzájemné dohodě klub opustil.
Na konci srpna 2024 se Sedláček vrátil do Česka, jakožto volný hráč podepsal smlouvu s prvoligovými Teplicemi.

## Reprezentační kariéra
Sedláček mezi lety 2014 a 2019 pravidelně nastupoval v českých mládežnických reprezentacích, dohromady odehrál 54 utkání a často plnil roli reprezentačního kapitána.